# サイバーグリーン

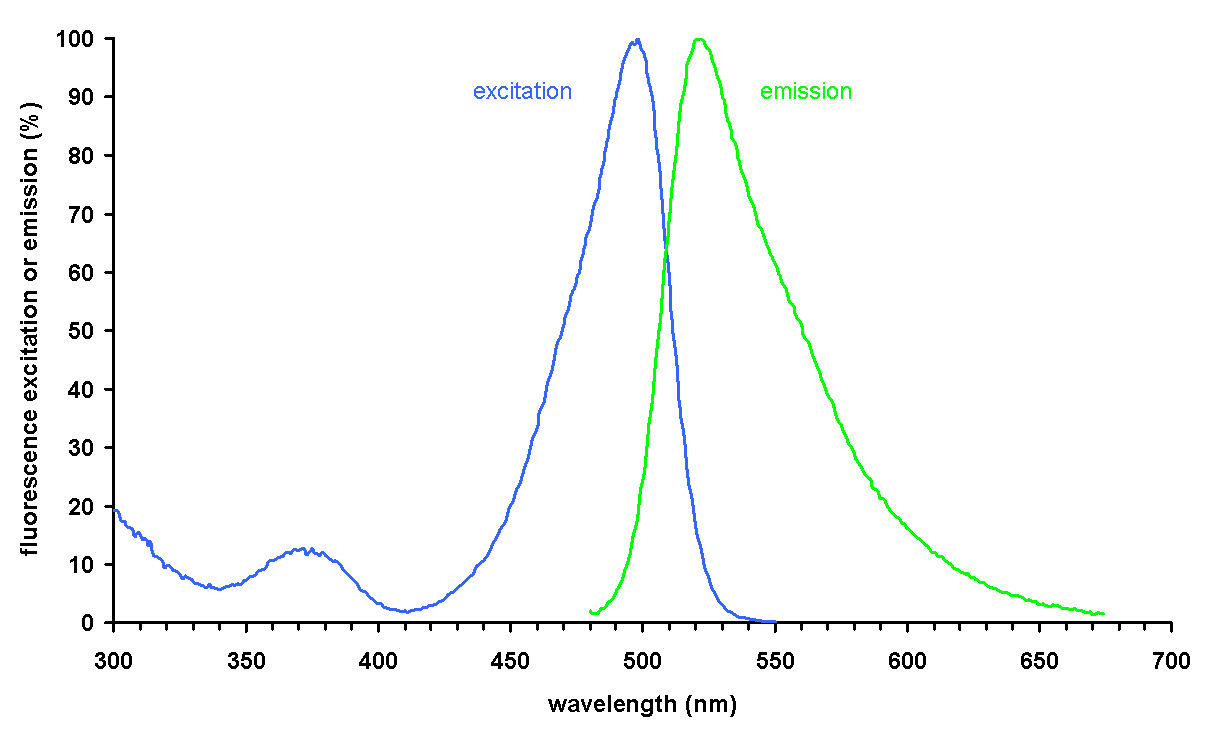
SYBR Green Iの蛍光励起スペクトル（青）と発光スペクトル（緑）

サイバーグリーン (SG、SYBR Green)は分子生物学で核酸の染色に用いられる非対称のシアニン系色素である。化学式はC32H37N4S+であり、CAS登録番号は[163795-75-3]である。
二重らせんを組んでいるDNAと特異的に結合する。DNAと結合することで青色光 (λ = 488 nm) を吸収し、緑色光 (λ = 522 nm) の蛍光を発するようになる。このため核酸染色色素として用いられ、強い発癌性物質として知られる臭化エチジウムの代替物質とすることができる。しかしながら、DNA結合能があるため決して無害というわけではない。なお臭化エチジウムとサイバーグリーンについて変異原性を比較したエームズ試験も行われている。

## 代表的な誘導体
- SYBR Green I
- SYBR Green II
- SYBR Gold
- YO (Oxazole Yellow)
- TO (Thiazole Orange)
- PG (PicoGreen)